# Římskokatolická farnost Pouzdřany
Římskokatolická farnost Pouzdřany je územní společenství římských katolíků s farním kostelem svatého Mikuláše a Václava v obci Pouzdřany v mikulovském děkanství v rámci brněnské diecéze.

## Historie farnosti
První písemná zmínka pochází z roku 1244, kdy obec patřila herburskému klášteru v Brně. V roce 1393 byla v obci postavena fara. Gotický farní kostel byl postavený roku 1498.

## Duchovní správci
Administrátorem excurrendo byl od 15. srpna 2012 do července 2016 R. D. Mgr. Grzegorz Zych.Toho od 1. srpna 2016 ve funkci nahradil R. D. Mgr. Ing. Jaroslav Sojka. Dne 1. srpna 2023 se stal administrátorem excurrendo farnosti R. D. Jaroslav Jurka. 

## Bohoslužby
| Kostel                     | Místo     | Bohoslužba (den) | Hodina                    | Poznámka     |
| -------------------------- | --------- | ---------------- | ------------------------- | ------------ |
| svatého Mikuláše a Václava | Pouzdřany | sobota           | 17.00 (zima)/18.00 (léto) | farní kostel |

## Aktivity ve farnosti
Dnem vzájemných modliteb farností za bohoslovce a bohoslovců za farnosti brněnské diecéze je 25. říjen. Adorační den připadá na 21. června.
Ve farnosti se pravidelně koná tříkrálová sbírka. V roce 2015 se při ní vybralo 14 110 korun. Při sbírce v roce 2016 činil výtěžek 14 252 korun. Výtěžek sbírky v roce 2019 dosáhl 16 649 korun.